# 聖泉大学
聖泉大学（せいせんだいがく、英語: Seisen University）は、滋賀県彦根市肥田町720に本部を置く日本の私立大学。1985年創立、2003年大学設置。

## 沿革
- 1985年（昭和60年）4月 - 聖隷学園聖泉短期大学開校、英語科・商経科設置。
- 1992年（平成4年）4月 - 聖泉短期大学に改称。
- 2003年（平成15年）4月 - 聖泉大学開学、人間学部人間心理学科を設置。聖泉短期大学を聖泉大学短期大学部に改称。
- 2011年（平成23年）4月 - 看護学部を設置。
- 2012年（平成24年）3月 - 聖泉大学短期大学部を閉学。
- 2015年（平成27年）4月 - 聖泉大学大学院看護学研究科と聖泉大学別科助産専攻を開設。
- 2024年（令和6年）4月 - 人間学部の学生募集を停止（予定）[1]

## 教育・研究

### 学部
- 人間学部
  - 人間心理学科
    - 臨床・発達心理領域
    - 健康運動心理領域
    - ビジネス心理領域
- 看護学部
  - 看護学科

### 大学院
- 看護学研究科
  - 看護学専攻（修士課程）

### 別科
- 助産専攻

## 付属機関
付属機関は以下の通りである
- カウンセリングセンター - 学生支援のみでなく地域住民の相談も受け付ける[3]
- 図書館
- 情報センター - 学内コンピュータの整備・管理[4]

この他、学部の付属機関として
- スポーツ文化研究所（人間学部）
- キャリアアップセンター（看護学部）

## キャンパス
- 交通アクセス：西日本旅客鉄道（JR西日本）琵琶湖線（東海道本線）稲枝駅から徒歩13分。